# Teodor Maksymowicz
Teodor Maksymowicz (ur. 22 lipca 1902, zm. 22 września 1983) – duchowny zielonoświątkowy, wieloletni lider najpierw Związku Chrześcijan Wiary Ewangelicznej (od 1946 działający pod nazwą Kościół Chrześcijan Wiary Ewangelicznej), a następnie  Zjednoczonego Kościoła Ewangelicznego (ZKE). Był zwolennikiem współpracy z pokrewnymi ugrupowaniami ewangelikalnymi. Przez wiele lat pełnił ważne funkcje w strukturach obu tych kościołów. Miał wielkie zasługi dla środowiska ewangelikalnego w latach powojennych, ale ostatnie lata życia minęły w atmosferze konfliktu.

## Krótki rys biograficzny
Urodził się 22 lipca 1902 roku w Choromsku na  Polesiu, w rodzinie chłopskiej. Chrzest wodny przyjął w 1928 roku, a 13 lutego 1929 przeżył chrzest w Duchu Świętym. W tym też roku został ordynowany na diakona i powołany na przełożonego gminy wyznaniowej Chrześcijan Wiary Ewangelicznej w powiecie stolińskim. W latach 1930–1931 odbywał naukę w Szkole Biblijnej w Gdańsku. W roku 1936 został prezbiterem, a podczas zjazdu okręgowego w Pińsku został też wybrany na skarbnika okręgu. Podczas okupacji niemieckiej zmuszony był ograniczyć pracę do jednego powiatu i aby móc utrzymać rodzinę musiał podjąć pracę w mleczarni jako jej prezes.
W wyniku przesunięcia granic związanych z II wojną światową znalazł się w ZSRR. W ramach repatriacji przesiedlił się do Polski w 1944 roku. Zamieszkał najpierw w  Skierniewicach, a następnie w Kętrzynie, gdzie założył zbór. W Kętrzynie przez około rok pracował w urzędzie ziemskim. W roku 1960 zamieszkał w  Brwinowie k. Warszawy. Maksymowicz zmarł 22 września 1983 roku. Pochowano go na  cmentarzu ewangelicko-reformowanym w Warszawie (kwatera 7-4-5).
W 1970 roku zmarł jego syn, Izaak, w wieku 31 lat.

## Kariera duchownego

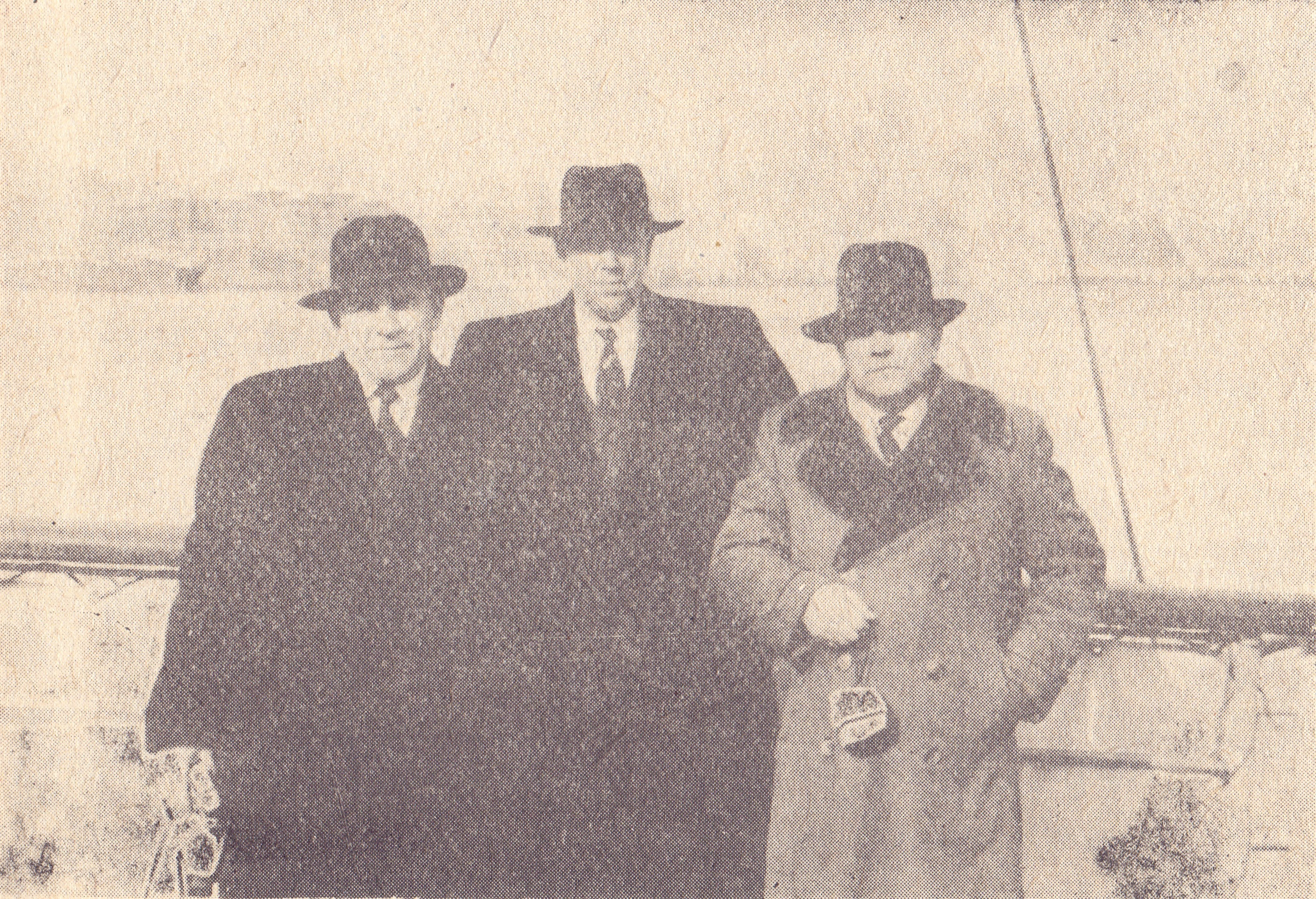
Podróż do Kanady w 1958, na pokładzie s/s „Atlantic”; od lewej stoją: P. Bajeński, T. Maksymowicz, S. Waszkiewicz

W 1945 roku, w Kętrzynie, założył zbór, którego też został pierwszym pastorem. Maksymowicz podjął trud zintegrowania zielonoświątkowców mieszkających w północnej części kraju, od Białostocczyzny po Pomorze Zachodnie. W 1946 roku na konferencji w Łodzi został wybrany wiceprezesem Kościoła Chrześcijan Wiary Ewangelicznej (KChWE). 24-26 maja 1947 roku wziął udział, jako obserwator, w „Konferencji Braterskiej” w  Ustroniu, w której KChWE odmówił udziału. Podczas tej konferencji utworzony został Zjednoczony Kościół Ewangeliczny. Po powrocie ze zjazdu zabiegał o wstąpienie do ZKE, jednak Józef Czerski (prezes KChWE), Franciszek Januszewicz (sekretarz KChWE) i Walenty Dawidow byli odmiennego zdania. Maksymowicza popierał natomiast Sergiusz Waszkiewicz i Aleksander Rapanowicz. 
W roku 1946 nawiązał kontakt z Misją Wschodnioeuropejską w USA oraz misją charytatywną ze Szwecji. Ze względu na jego kontakty zagraniczne 16 czerwca 1948 roku WUBP Olsztyn założył na niego sprawę agenturalnego rozpracowania pod kryptonimem „Chytry”. Podejrzewano go o działalność szpiegowską. Doniesienia agentury w sprawie Maksymowicza były niedokładne, w efekcie Departament V MBP w Warszawie nie był zadowolony ze sposobu prowadzenia sprawy, zarzucał Olsztynowi opieszałość, zalecał zwerbowanie bardziej odpowiedniej agentury. 
Został aresztowany 21 września 1950 roku w Warszawie przy Placu Zbawiciela (obok kościoła metodystów). Jeszcze tego samego dnia rozpoczęły się przesłuchania. 2 października 1950 roku Departament V MBP sporządził Notatkę dla KC PZPR, w której uzasadniono aresztowania. Maksymowicza uznano, wraz z Władysławem Kołodziejem, za szczególnie aktywnego wroga władzy ludowej. Maksymowiczowi zarzucano prowadzenie kampanii antyradzieckiej, krytykę władzy ludowej, krytykę spółdzielni produkcyjnych. Zarzucono mu także, że posługuje się pieczątkami sekty dla wystawiania fałszywych dokumentów zbiegom z ZSRR, że chroni niemieckich agentów i pomaga im w ukrywaniu się przed władzami bezpieczeństwa. 25 kwietnia 1951 roku w raporcie do szefa Oddziału VII Głównego Zarządu Informacji MON napisano, że dotychczasowe śledztwo nie ujawniło działalności wywiadowczej, a rewizja nie dała konkretnych rezultatów. O Maksymowicza pytano inne osoby aresztowane w wyniku akcji „B”. Najbardziej obciążających informacji udzielił Stanisław Krakiewicz, który zarzucił Maksymowiczowi prowadzenie antyradzieckiej działalności. 
Skazany został na dwa lata do obozu pracy. Na mocy amnestii z 20 listopada 1952 roku kara została zmniejszona o połowę. Po wyjściu na wolność nie ufano mu, zarzucano mu naganną postawę, nielegalne posiadanie zakazanych broszur. 
W sumie pozbawiony był wolności przez okres dwóch lat i siedmiu miesięcy. Po wyjściu na wolność władze w dalszym ciągu nie darzyły go zaufaniem, zarzucały mu naganną postawę podczas wyborów do Rad Narodowych. Według notatek funkcjonariuszy Służby Bezpieczeństwa z lat 1955-1956 miał wywoływać zamieszanie i niezadowolenie, trwać w komitywie z miejscowymi „kułakami”. 
Po wyjściu na wolność pozostał prezbiterem okręgowym w województwie olsztyńskim. Wkrótce Związek Chrześcijan Wiary Ewangelicznej przystąpił do Zjednoczonego Kościoła Ewangelicznego, Maksymowicz zachował ten urząd, a po wyjeździe Jakuba Sielużyckiego do Szwecji powierzono mu tę funkcję również nad zborami województwa białostockiego. Nie poparł rozłamu w 1956 i odmówił przyjęcia funkcji prezesa w reaktywowanym Kościele Chrześcijan Wiary Ewangelicznej, a motywy wystąpienia z ZKE uznał za niewystarczające. Dokładał wysiłków, by rozłamowcy powrócili do ZKE. 
W 1956 roku został skarbnikiem Zjednoczonego Kościoła Ewangelicznego. Ponadto z ramienia Prezydium ZKE opiekował się Domem Starców w Ostródzie, otwartym w 1958 roku. Funkcję okręgowego w woj. białostockim pełnił do lutego 1978 roku. Ostatni rok – od stycznia 1977 do lutego 1978 – minął w atmosferze konfliktu. Po utraceniu stanowiska w dalszym ciągu próbował oddziaływać na zbory białostockiego okręgu. Krytycznie oceniał decyzje swego następcy Władysława Rudkowskiego. 
W 1975 roku, po odsunięciu prezesa Krakiewicza, został wiceprezesem ZKE. 27 września 1975 roku, na spotkaniu Prezydium Rady Kościoła, oświadczył: „Odwołano wszystkich poprzednich okręgowych, należało jednak zadbać o oficjalne ogłoszenie o odwołaniu ze względu na to, że niektórzy z nich w dalszym ciągu zajmują się szkodliwą działalnością”. Jan Mironczuk, historyk zajmujący się ewangelikalnymi ugrupowaniami, interpretuje tę wypowiedź jako dowód na próbę samooczyszczenia ZKE jeszcze w roku 1975.

## Podróże zagraniczne
Maksymowicz wiele podróżował. W 1956, 1966, 1968 i 1969 roku odwiedzał Białoruś, podróże te były związane z odwiedzinami rodziny. W 1970 roku odwiedził Ukrainę, kolejne podróże do ZSRR odbył w roku 1973, 1974, 1976 i 1979 roku. Kilkakrotnie odwiedził  Moskwę, w 1974 roku było to związane z ogólnonarodową konferencją Związku Ewangelicznych Chrześcijan Baptystów. Z innych krajów socjalistycznych odwiedził tylko  Czechosłowację. Maksymowicz zajmował się przemycaniem religijnej literatury do  ZSRR. Z tego względu 28 stycznia 1980 roku został pozbawiony prawa wyjazdu do krajów socjalistycznych. 
W 1958 roku brał udział w V ogólnoświatowej konferencji zielonoświątkowej w Toronto, jako delegat Kościoła, po której przez trzy miesiące podróżował po Kanadzie odwiedzając tamtejsze zbory. Drugi wyjazd na Zachód był związany z rozpoczęciem budowy obiektu sakralnego przy ul. Zagórnej w Warszawie. Prezydium Rady Kościoła wysłało go w celu gromadzenia funduszy na budowę. W San Francisco, w jednym ze zborów podczas jednej kolekty ofiarowano mu 942 dolarów. Wyjazd ten trwał cały rok, objął takie kraje jak: Wielka Brytania, USA i Kanada, w jej ramach odwiedził zbory baptystyczne, metodystyczne, menonickie i zielonoświątkowe. W USA był w sumie trzykrotnie. Do Szwecji jeździł dla zgromadzenia środków na budowę  kaplicy w Hajnówce. W 1968 roku był na konferencji zielonoświątkowej w Londynie. Odwiedził również takie kraje jak: RFN, Monako (miało to związek z rozgłośnią radiową w Monte Carlo), Szwajcaria (w celach rekreacyjnych). 
Ze względu na liczne wyjazdy zagraniczne, zarówno na Wschód, jak i Zachód wzbudzał podejrzenia wśród swoich współwyznawców. Podejrzewano, że jest współpracownikiem Służby Bezpieczeństwa, a wyjazdy mają charakter służbowy. 
Wyżej cenił duchowość wschodnią od zachodniej, cenił zwłaszcza modlitwę w „radzieckich” zborach. Z drugiej strony zarzucał radzieckim baptystom, że są zbyt konfesyjni, mało tolerancyjni i zanadto wywyższają się nad inne ewangelikalne ugrupowania. Porównał to zachowanie do polskich katolików.

## Ostatnie lata

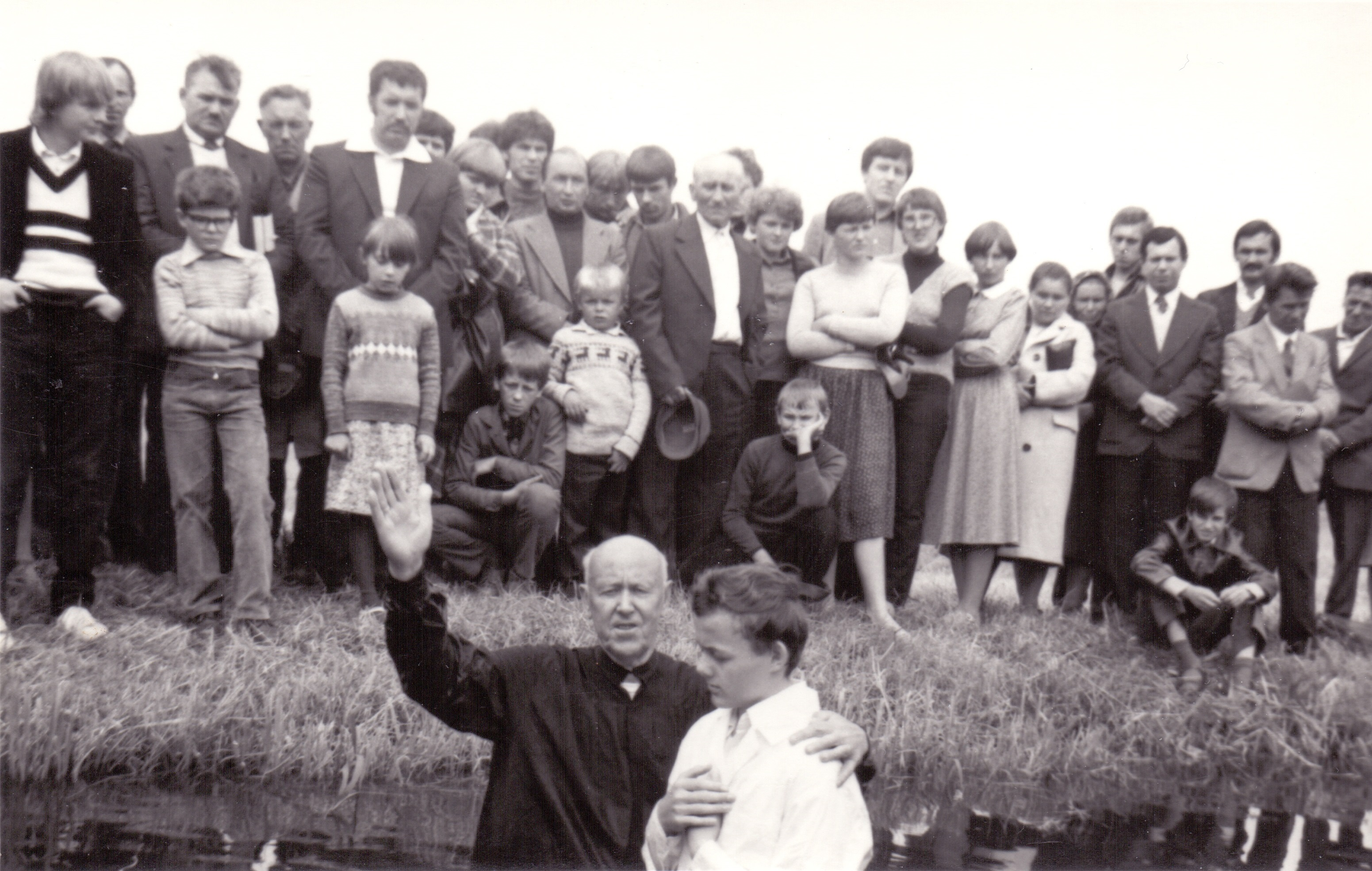
Chrzest w Dubiczach Cerkiewnych (1982)

W 1978 roku utracił stanowisko w Radzie Kościoła i trudno było mu się z tym pogodzić. Chcąc odzyskać stanowisko w lipcu 1980 wraz z Aleksandrem Mańkowskim postanowił odebrać pełnomocnictwo Mieczysławowi Suskiemu, wiceprezesowi, który reprezentował zielonoświątkowców w Prezydium Kościoła. Zarzucał mu „poważne nadużycie władzy” oraz destrukcyjny wpływ na zbory. Zbierał w tym celu podpisy i zażądał od Konstantego Sacewicza dostarczenia pisma do Urzędu do Spraw Wyznań. Sacewicz jednak odmówił powołując się na zapis w Statucie ZKE, zgodnie z którym cofnąć pełnomocnictwo może tylko Synod Kościoła. Wówczas Maksymowicz i Mańkowski sami złożyli pismo w urzędzie, żądając zdjęcia Suskiego z urzędu, nie osiągnęli jednak celu. 
Zmarł 22 września 1983 roku. Pogrzeb odbył się w Warszawie 26 września 1983 roku, został pochowany na cmentarzu ewangelicko-reformowanym w Warszawie. 

## Działalność wydawnicza i publicystyczna

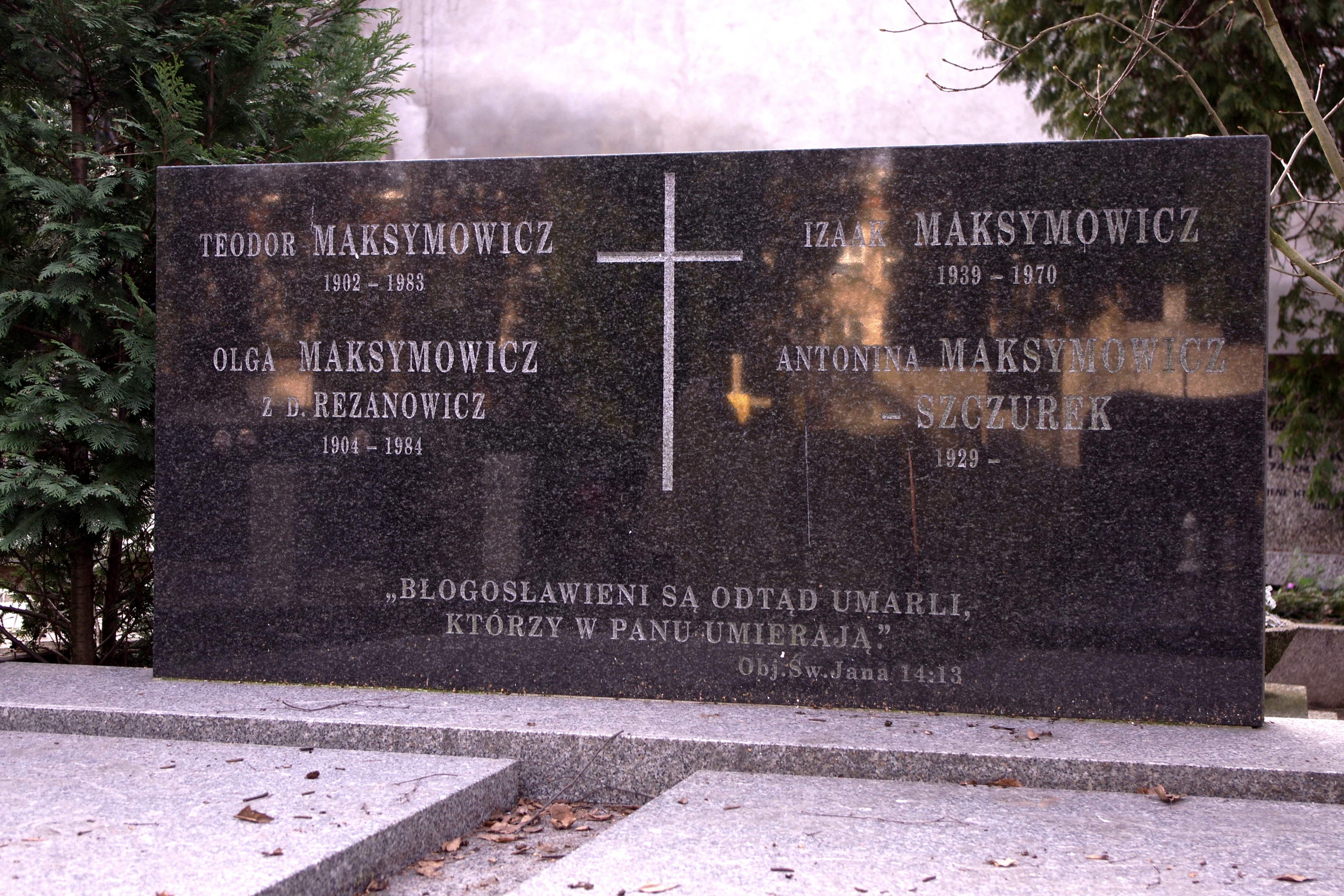
Grób Teodora Maksymowicza na Cmentarzu Ewangelicko-reformowanym przy ul. Żytniej w Warszawie

W 1948 roku wydał „Zasady Wiary Kościoła Chrześcijan Wiary Ewangelicznej w Polsce” i śpiewnik „Chwalebna Pieśń”. Autorem pierwszej pozycji był Nikolai I. Pöysti, przetłumaczył ją z rosyjskiego Maksymowicz. W latach powojennych były to jedyne publikacje wydane przez polskich zielonoświątkowców. W 1949 roku zwrócił się do Głównego Urzędu Kontroli Prasy, Publikacji i Widowisk o zezwolenie na wydawanie „Głosu Ewangelii”. Odmówiono mu, ponieważ cieszył się złą opinią u władz, które zarzucały mu współpracę z niemieckim okupantem podczas wojny. W 1949 roku przetłumaczył książkę Pawła Rogozina Откуда всё это появилось (Skąd to wszystko się wzięło) z 1939 roku i chciał ją wydać w języku polskim, jednak władze nie zezwoliły na jej wydanie. 
Publikował artykuły zarówno w języku polskim, jak i rosyjskim. Jeszcze przed wojną publikował w piśmie „Primiritiel”. W czasach PRL-u publikował w miesięczniku „Chrześcijanin” oraz w wydawanym w Argentynie rosyjskojęzycznym miesięczniku „Christianskij wiestnik”, redagowanym przez Zub-Zołotarewa. W 1946 roku ocenił w owym piśmie, że wolność religijna w Polsce jest porównywalna z wolnością jaka była przed rokiem 1939. W Polsce Ludowej podobało mu się to, że innowiercy cieszą się tymi samymi prawami co katolicy. 
W Kronice „Chrześcijanina” opublikowano wiele jego notatek z jego wizyt w zborach na Białostocczyźnie. Na ogół był ich autorem. Czasem notatki były sporządzane przez osoby mu towarzyszące (np. Kazimierz Sosulski). 

## Oceny
Stanisław Krakiewicz miał nieufny stosunek do Maksymowicza. Na ogół był przeciwny, by wchodził w skład Prezydium ZKE. W donosach agenturalnych negatywnie oceniał Maksymowicza. Przyznawał, że Maksymowicz jest przebiegły i sprytny. Negatywnie oceniał Maksymowicza Michał Odłyżko, działacza baptystyczny, pozytywnie natomiast: Jerzy Sacewicz i Ludwik Szenderowski. Według opinii Szenderowskiego wyrażonej w 1968 roku, Maksymowicz zasięgał u niego porad w kwestiach administracyjnych. 
Waldemar Lisieski był zdania, że Maksymowicz był człowiekiem głęboko wierzącym, którego duchowość została uformowana na kresach wschodnich i chciał, by właśnie ten typ pobożności dominował w polskich zborach. Nie miał jednak wystarczającej siły przebicia, by to zaprowadzić, nie był w stanie przekonać do tego innych. Jakub Sielużycki oceniał, że Maksymowicz zawsze dążył do jedności.

## Protokół z przesłuchania (1950)
„Protokół z przesłuchania podejrzanego Teodora Maksymowicza” z 26 września 1950:

W pierwszym okresie po wyzwoleniu tj. w 1945 r. zaczęliśmy każdy na swoim terenie organizować placówki Chrześcijan Wiary Ewangelicznej. Pod koniec 1945 r. zaczęliśmy nawiązywać kontakty korespondencyjne i tym sposobem poodnajdywaliśmy się na terenie kraju. We wrześniu 1945 r. przybył do Kętrzyna Jerzy Sacewicz, który posiadał pełnomocnictwo od baptystów. Sacewicz nakleił ogłoszenie na kaplicy baptystów podając na nim swój adres. Na tej podstawie nawiązaliśmy kontakt z Sacewiczem i zaprosiliśmy do Kętrzyna. Sacewicz przybył do nas 17 listopada 1945 r. i pod jego kierownictwem odbyliśmy pierwsze organizacyjne zebranie, na którym wybrano przewodniczącego i jego zastępcę (...). Przy jego pomocy zorganizowaliśmy zbór w Kętrzynie, który składał się z baptystów, wyznawców Kościoła Chrystusowego i Chrześcijan Wiary Ewangelicznej. Staliśmy wówczas na stanowisku współpracy ze wszystkimi bratnimi wyznaniami. Sytuacja taka trwała do 1946 r. (...). Pod naciskiem Czerskiego i Januszewicza byłem zmuszony odejść od baptystów i rozpocząć pracę samodzielną. To samo uczynił Januszewicz w Łodzi. Ponieważ Misja Wschodnio-Europejska stała na stanowisku współpracy z pokrewnymi wyznaniami, biorąc za wzór połączenie, jakie nastąpiło w ZSRR, ja również na swoim terenie dążyłem do współpracy z pokrewnymi wyznaniami.
(Centralne Archiwum Ministerstwa Spraw Wewnętrznych, sygn. 3997/III.)